# Testcsere (film, 2011)
A Testcsere (eredeti cím: The Change-Up) 2011-ben bemutatott amerikai fantasy-filmvígjáték, melynek producere és rendezője David Dobkin, forgatókönyvírója Jon Lucas és Scott Moore. A főszerepet Ryan Reynolds és Jason Bateman alakítja.
A filmet 2011. augusztus 5-én mutatta be Észak-Amerikában a Universal Pictures, Magyarországon november 24-én a UIP-Dunafilm. Általánosságban negatív kritikákat kapott az értékelőktől.
Dave nős férfi, három gyerekkel és szerető feleséggel, Mitch pedig egyedülálló férfi, aki szexuális élete szabadságát éli. Egy végzetes éjszakán, amikor Mitch és Dave egy szökőkútnál vannak, villámcsapás éri őket, és testet cserélnek.

## Cselekmény
Atlantában Dave Lockwood (Jason Bateman) nős, három gyermeket nevel, míg legjobb barátja, Mitch Planko (Ryan Reynolds) egyedülálló, szexuálisan igen aktív és szabad korszakban van. Miután berúgnak egy bárban, Mitch és Dave egy szökőkútba vizelnek, és kinyilvánítják, hogy irigylik a másik életét.
Másnap reggel Mitch és Dave rájönnek, hogy testet cseréltek. Visszatérnek a parkba, hogy visszakívánják az életüket, de a szökőkutat már eltávolították restaurálás céljából. Kénytelenek megvárni, amíg a parkfelügyelet megtalálja a szökőkutat, addig Mitch és Dave nem tudnak mást csinálni, mint egymásnak adják ki magukat. Dave ügyvédi irodájában Mitch összebarátkozik Dave asszisztensével, Sabrinával (Olivia Wilde), ám szakmaiságának és jogi ismereteinek hiánya meghiúsít egy japán céggel való fontos fúziót. Dave megérkezik Mitch filmforgatására, és rájön, hogy pornófilmről van szó.
Dave elviszi Mitch-et, hogy elmondja az igazságot a feleségének, Jamie-nek (Leslie Mann), de Jamie nem hisz neki. Dave tanácsot ad Mitch-nek, hogyan viselkedjen szakmailag, és Mitch összehozza Dave-et egy randira Sabrinával, akibe Mitch belezúgott.
Miután beszél az apjával, Mitch átneveli magát Dave életére. Dave legidősebb gyermeke, Cara a balettelőadásán megfogadja Mitch tanácsát, és a földhöz vágja a bántalmazóját, amit Mitch  megéljenez. Cara elmondja Mitch-nek, hogy szereti őt, mire Mitch ugyanezt mondja, de bűntudata lesz.
Dave kiveszi a szabadnapját, hogy teljes mértékben kihasználja azt, hogy Mitch, aki edzi őt, hogyan viselkedjen Mitchként a randin, és leborotválja Dave fanszőrzetét. Sabrina egy előkelő étteremben találkozik Dave-vel, és annak ellenére, hogy csak azért megy, mert Mitch mondta neki, őszintén megkedveli őt, és tetováltatnak magukra. Dave hazakíséri Sabrinát, aki azt mondja neki, hogy hívja fel.
Mitch megtudja, hogy Dave korábban azt mondta Jamie-nek, hogy ne hívja meg Mitchet az évfordulós bulijukra, mert fél, hogy a szokásos bohóckodásával tönkretenné azt. Dave tájékoztatja Mitchet, hogy a szökőkutat megtalálták. Mitch, megfeledkezve a Jamie-vel tervezett „párbeszédes estéről”, véletlenül felülteti őt.
Az újabb fúziós megbeszélésen a japán képviselők csak 625 millió dollárt ajánlanak, ami 75 millióval kevesebb a korábbinál. Amikor Dave cége már éppen beleegyezik, Mitch megfigyeli, hogy a többi képviselő még nem ment el, és a tárgyalásokat a szexhez és a pornóhoz hasonlítja. 725 millió dollárt követel, és ráveszi Dave cégének képviselőit, hogy kezdjenek távozni, ezzel rémületbe ejtve a másik céget, hogy beleegyezzenek. 
Mitch és Dave családja elmennek egy gálára, amelyet Dave cége rendez Dave partnerré válásának tiszteletére, de Jamie feldúlt, mert tudja, hogy Dave soha nem lesz igazán boldog.
Dave és Sabrina egy baseballmeccsen vannak, ahol elkezd esni az eső, amit Mitch házában várnak ki. Sabrina azt mondja Dave-nek, hogy le fog feküdni vele, de a férfi észreveszi a tetoválását, amely egy sokpettyes csíkos pillangót ábrázol - ami a lánya kedvenc pillangója -, és sajnálkozva távozik.
A gálán Dave főnöke beszédet tart Dave eredményeiről és a családja iránti szeretetéről, ami Mitchet bűntudattal tölti el. Dave odarohan és megcsókolja Jamie-t, ezzel végre meggyőzve őt arról, hogy ő a férje. Ő és Mitch megtalálják a szökőkutat a Peachtree Galleria közepén, emberekkel körülvéve. Folytatják a tervüket, hogy a szökőkútba vizelnek, de Mitch túlságosan zavarban van, főleg miután a tömeg észreveszi, hogy Dave ezt teszi. Mitch megkérdezi, hogy Dave miért nem hívta meg őt az évfordulós bulijára, mire Dave bevallja, hogy zavarba jött Mitch miatt, de mára már tiszteli őt, amíóta a testében van. Ez eléggé megnyugtatja Mitch-et ahhoz, hogy vizeljen, de a kívánságuk nem teljesül. A biztonságiak közelednek, de Mitch és Dave harmadik próbálkozására kialszanak a Galleria fényei, és ők elszaladnak.
Az epilógusban Dave és Mitch örömmel térnek vissza eredeti testükbe. Mitch reggelizik Sabrinával, és nem veszi észre, hogy a tetoválás, amit Dave csináltatott, a saját arcát ábrázolja Mitch hátán, "I ♥ Dave" felirattal. Mitch beszédet mond az apja esküvőjén, és részt vesz Dave évfordulós buliján. 
A stáblista utáni jelenetben Dave és Jamie betépnek, és meglátogatják az akváriumot, míg Mitch és Sabrina először szexelnek, Mitch elküldi Dave-nek a pornót, amiben szerepelt.

## Szereplők
(A magyar hangok a szereposztás mellett feltüntetve)
- Ryan Reynolds – Mitchell "Mitch" Planko, Jr./David "Dave" Lockwood – Szatory Dávid
- Jason Bateman – David "Dave" Lockwood/Mitchell "Mitch" Planko, Jr. – Czvetkó Sándor
- Leslie Mann – Jamie Lockwood, Dave felesége – Németh Borbála
- Olivia Wilde – Sabrina McKay, Dave vonzó asszisztense – Pálmai Anna
- Alan Arkin – idősebb Mitchell "Mitch" Planko, Mitch apja – Fodor Tamás
- Mircea Monroe – Tatiana, Mitch nimfomániás ex-barátnője – Peller Anna
- Gregory Itzin – Flemming Steel, Dave főnöke – Papp János
- Ned Schmidtke – Theodore "Teddy" "Ted" Norton – Barbinek Péter
- Ming Lo – Ken Kinkabe – Fazekas István
- Craig Bierko – Valtan – Törköly Levente
- Taaffe O'Connell – Mona – Kiss Erika
- Fred Stoller – a forgatási helyszín alkalmazottja
- TJ Hassan – Kato

- Sydney Rouviere, valamint Lauren és Luke Bain alakítják Dave és Jamie gyermekeit, Carát, Sarah-t és Petert.

## Hasonló filmek
- Tökös csaj (2002)
- Szerepcsere (1983)
- Közös többszörös (1996)
- Nem férek a bőrödbe  (2003 és 2018)

## Fordítás
- Ez a szócikk részben vagy egészben  a   The Change-Up című angol Wikipédia-szócikk fordításán alapul.  Az eredeti cikk szerkesztőit annak laptörténete sorolja fel. Ez a jelzés csupán a megfogalmazás eredetét és a szerzői jogokat jelzi, nem szolgál a cikkben szereplő információk forrásmegjelöléseként.